# Atlético FC (Salvador)
Atlético FC was een Braziliaanse voetbalclub uit Salvador in de deelstaat Bahia.

## Geschiedenis
De club werd op 7 mei 1912 opgericht door leden van SC Santos Dumont en won dat jaar meteen de staatstitel. Doordat er vanaf 1913 een nieuwe voetbalbond kwam en een nieuwe competitie opgericht werd verdween de club.

## Erelijst
Campeonato Baiano
1912